# Padri e figli (miniserie televisiva 1958)
Padri e figli è uno sceneggiato televisivo prodotto dalla RAI e trasmesso in quattro puntate nel 1958. Tratto dal romanzo omonimo di Ivan Sergeevič Turgenev - Padri e figli, appunto - fu adattato e sceneggiato per il piccolo schermo da Renato Mainardi e Chiara Serino. La regia televisiva era firmata da Guglielmo Morandi.
È stato uno fra i primi teleromanzi realizzati dall'ente televisivo di stato - che trasmetteva allora in maniera regolare da soli quattro anni - e venne programmato durante le festività natalizie di quell'anno. Andò infatti in onda nel prime time del sabato sera sul Programma Nazionale (poi Rai 1) dal 20 dicembre 1958 al 10 gennaio 1959.

## Fonte
- Scheda su Rai Teche